# سیارک ۱۳۴۱۲۴
سیارک ۱۳۴۱۲۴ (به انگلیسی: 134124 Subirachs، نامگذاری:2005AM) صد و سی و چهار هزار و صد و بیست و چهارمین سیارک کشف شده‌است که در ۲ ژانویه ۲۰۰۵ کشف شد.